# Qaratorpaq
Qaratorpaq è un comune dell'Azerbaigian situato nel distretto di Şəki. Conta una popolazione di 392 abitanti.